# 레브 시어리
레브 시어리(Rev Theory)는 미국의 하드 록 밴드이다. 2002년 매사추세츠주 노스앤도버에서 결성되었다. 레브 시어리는 Truth Is Currency (2005), Light It Up (2008), Justice (2011)과 같은 3장의 정규 음반을 발매하였다. 노래 "Voices"는 프로레슬러 랜디 오턴의 테마곡으로 사용되고 있으며, "Hell Yeah"는 《블루 마운틴 스테이트》의 테마곡으로 사용되었다.

## 디스코그래피

### 스튜디오 음반
Revelation Theory
- Truth Is Currency (2005)

Rev Theory
- Light It Up (2008)
- Justice (2011)

### EP
- Revelation Theory EP (2004)
- Acoustic Live from the Gibson Lounge (2009)
- Take Em Out (2012)